# Pierre V de Fenouillet
Pierre ou Peire V de Fenouillet, vicomte de Fenouillet (avant 1190 – † 1253 à la Commanderie du Mas Deu), est un vicomte de Fenouillèdes, de 1209 à 1248.

## Biographie
Il est le fils de Pierre IV de Fenouillet de Saissac vicomte de Fenouillèdes et d'Ava de Fenouillet. Son fils Hugues lui succède vers 1255.
Il succède normalement à son père Pierre IV à sa mort en 1209. Vassal du vicomte de Narbonne et du roi d'Aragon, allié aux comtes de Toulouse et de Foix, il participe à la guérilla contre Louis VIII de France lors de sa participation à la Croisade contre les Albigeois. Il semble ouvertement favorable à l'hérésie cathare et sera même condamné par l'Inquisition après sa mort. 
Le frère du roi d'Aragon, Nunó Sanç, reçoit l'investiture pour le Fenouillèdes de la part du roi de France en octobre 1226. Le 1er juin 1229 Pierre V avec sa mère Ava, cède officiellement son château de Fenouillet et toute sa vicomté à Nunó Sanç. Ce dernier ne porta jamais le titre de vicomte.
Le seigneur faydit conserve toutefois le reste de son patrimoine en Roussillon, Conflent, Vallespir et Capcir. Il participe avec Olivier de Termes, Guillem de Niort et Bernat Hug de Serralongue à la reconquête de Raimon Trencavel qui échoue le 10 septembre 1240 devant les murs de Carcassonne. La mort de Nunó Sanç et le soutien de Jacques Ier d'Aragon lui permettent de récupérer la vicomté de Fenouillet pour laquelle Pierre fait hommage au vicomte de Narbonne Aymeri le 8 novembre 1242.
En 1248 c'est le chevalier Chabert de Barbaira qui contrôle la vicomté de Fenouillèdes, et ce jusqu'en 1255 et la chute de Quéribus, tandis que Pierre prend l'habit de Templier avec l'accord de sa femme Ava. Il s'agit sûrement d'une manœuvre afin de conserver son patrimoine pour son fils Hugues. 
Il se retire à la Commanderie du Mas Deu et y meurt en 1253.
À la suite d'un procès, il est déclaré hérétique par l'Inquisition qui fait déterrer et brûler ses restes le 5 septembre 1262.

### Mariage et enfants
Il épouse Ermessende, puis Geraude de Calders (ou Caudiès) de laquelle il a : Hugues, dernier vicomte de Fenouillet (1255-1261) et Ava de Fenouillet mariée en 1242 à Jaspert IV vicomte de Castelnou, divorcée en 1267, puis religieuse à St Jean d'Ille-sur-Têt, décédée vers 1299. 